# ألعاب الرنة
ألعاب الرنة (بالإنجليزية: Reindeer Games)‏هو فيلم إثارة جريمة الأمريكي لعام 2000 من إخراج جون فرانكنهايمر في آخر عرض سينمائي له قبل وفاته عام 2002. الفيلم من بطولة بن أفليك، وغاري سينيز، وتشارليز ثيرون.

## ملخص قصة
بعد سرقة هوية زميله في الزنزانة في محاولة للحصول على صديقته ، يجد مجرم سابق نفسه جزءًا مترددًا من سرقة كازينو.

## روابط خارجية
- ألعاب الرنة على موقع IMDb (الإنجليزية)
- ألعاب الرنة على موقع ميتاكريتيك (الإنجليزية)
- ألعاب الرنة على موقع الموسوعة البريطانية (الإنجليزية)
- ألعاب الرنة على موقع روتن توميتوز (الإنجليزية)
- ألعاب الرنة على موقع نتفليكس (الإنجليزية)
- ألعاب الرنة على موقع قاعدة بيانات الأفلام العربية
- ألعاب الرنة على موقع ألو سيني (الفرنسية)
- ألعاب الرنة على موقع Turner Classic Movies (الإنجليزية)
- ألعاب الرنة على موقع أول موفي (الإنجليزية)
- ألعاب الرنة على موقع بوكس أوفيس موجو (الإنجليزية)